# اس‌ام یوسی-۶
اس‌ام یوسی-۶ (به انگلیسی: SM UC-6) یک زیردریایی بود که طول آن ۱۱۱ فوت ۶ اینچ (۳۳٫۹۹ متر) بود. این زیردریایی در سال ۱۹۱۵ ساخته شد.